# REMUS

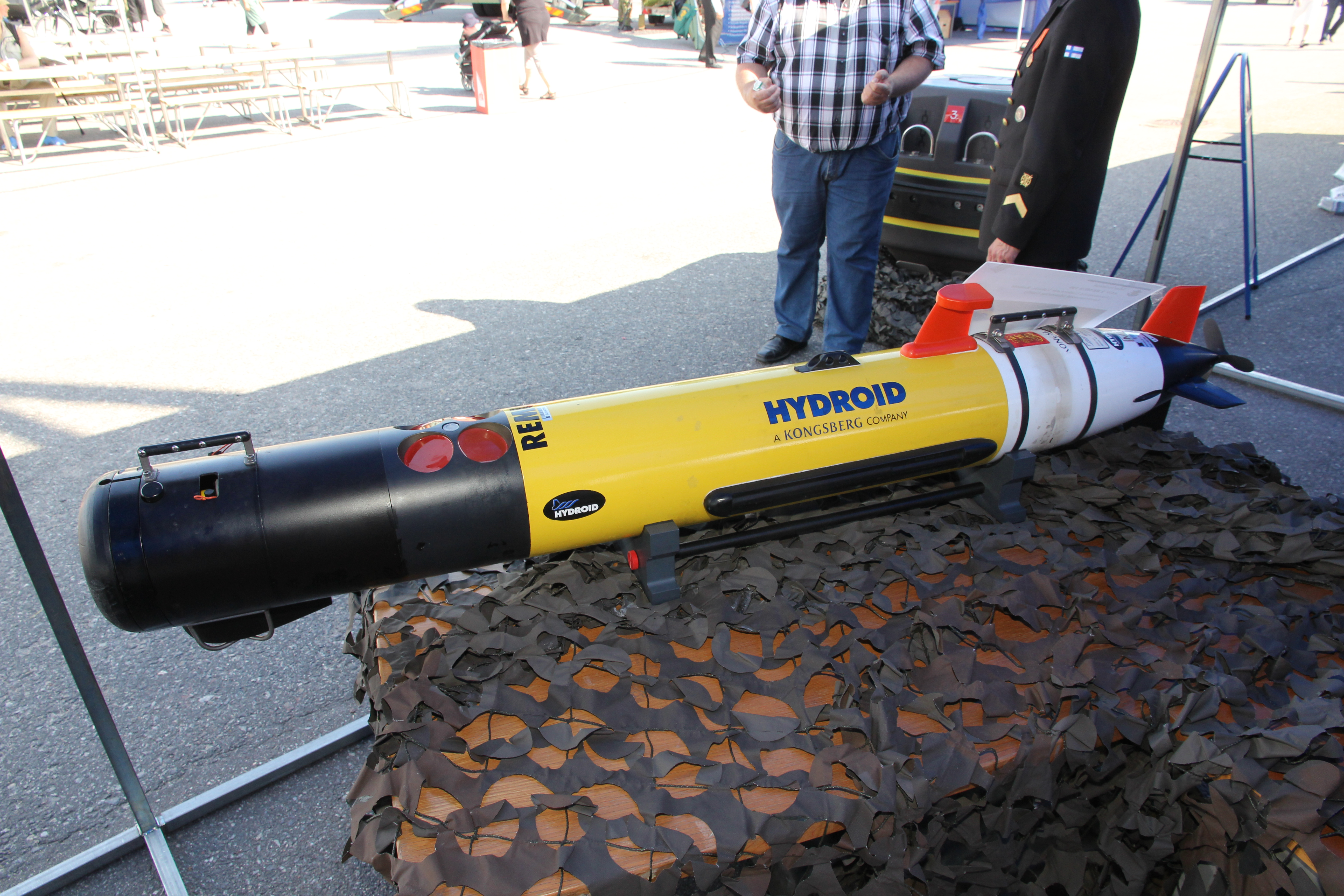
REMUS 100 у Військово-морських силах Фінляндії

REMUS (Remote Environmental Measuring UnitS) — родина автономних підводних апаратів. Розроблена в США Океанографічним інститутом в Вудс-Хоул (серійне виробництво компанії Hydroid). Призначена для дослідження світового океану, модернізована для військових цілей. Існує низка модифікацій: REMUS 100, 600, 1500, 3000 и 6000 (цифра у назві відповідає максимальній глибині занурення в метрах).

## Характеристики
REMUS 100 — робот-підводний апарат, що працює на глибині до 100 м близько 20-ти годин, керування забезпечують два оператори. REMUS 100 має вагу менше 80 фунтів (36 кг) і здатен пересуватися під водою зі швидкістю 3-5 вузлів. Запас ходу становить 60 км.
REMUS 100 оснащений температурним датчиком, сенсором глибини та швидкості підводних течій, двочастотним сонаром (900/1800 кГц), здатним формувати 3D зображення з розрізнювальною здатністю близько 6 см.
Апарати Remus використовувалися в бойових діях. За їх допомогою ВМС США проводили розмінування під час війни в Іраці.

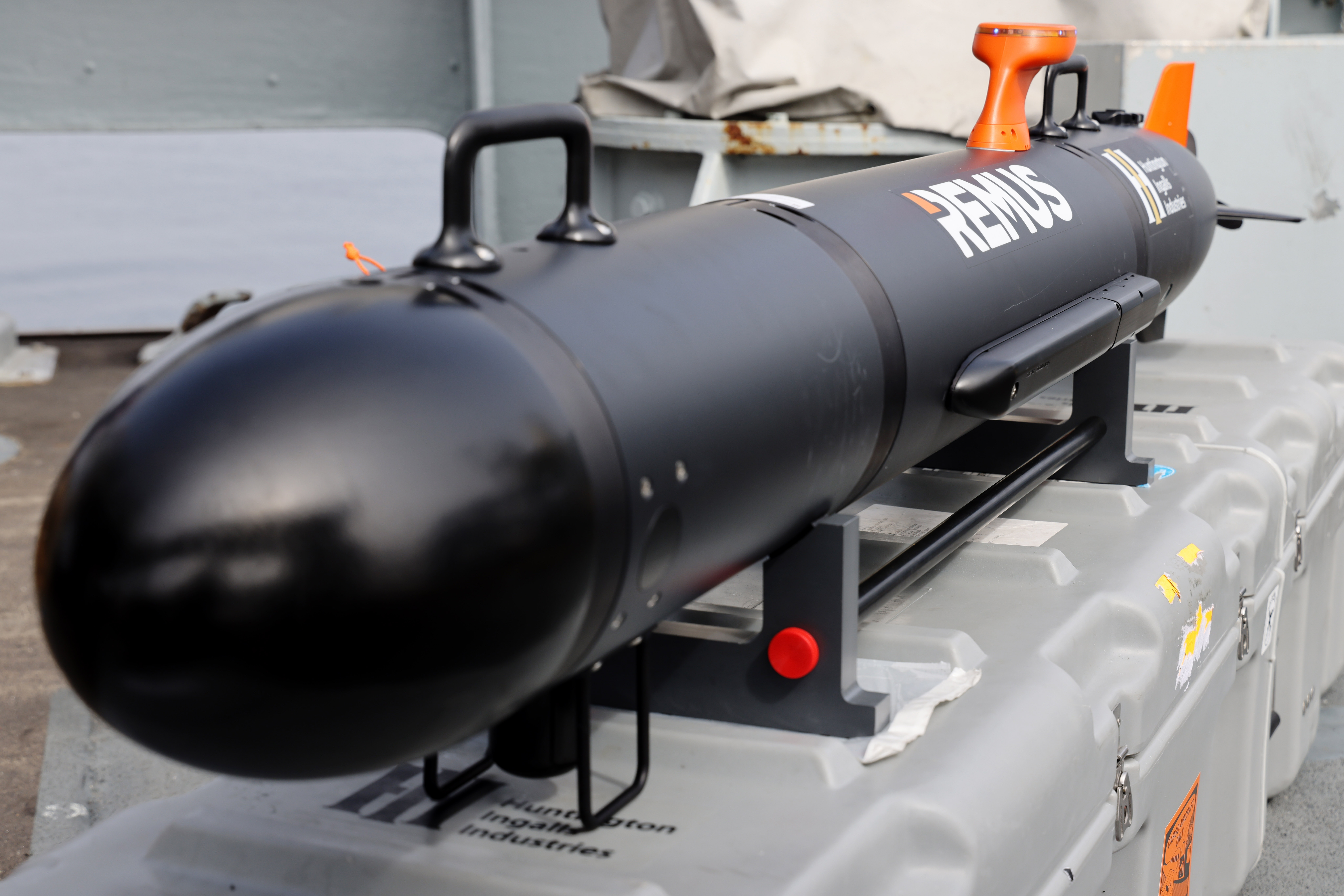
REMUS використовується для протимінних операцій Королівського військово-морського флоту

27 серпня 2022 року стало відомо про намір уряду Великої Британії передати ВМС України 6 одиниць апаратів REMUS-100, для розмінування морської акваторії. Станом на кінець серпня йде інтенсивне навчання моряків ВМСУ, за участю британських та американських інструкторів.

## Виконувані завдання
REMUS може застосовуватися для виконання різних завдань:
- Гідрографічні дослідження
- Протимінні операції
- Забезпечення безпеки портів
- Моніторинг стану оточуючого середовища
- Пошукові та рятувальні операції
- Рибопромислові операції
- Наукові експерименти і спостереження

## Оператори
- США
- Україна — 6 одиниць у складі ВМСУ.